# Mokugyo

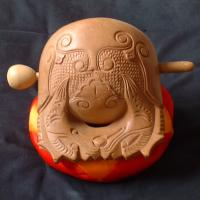
Peix de fusta

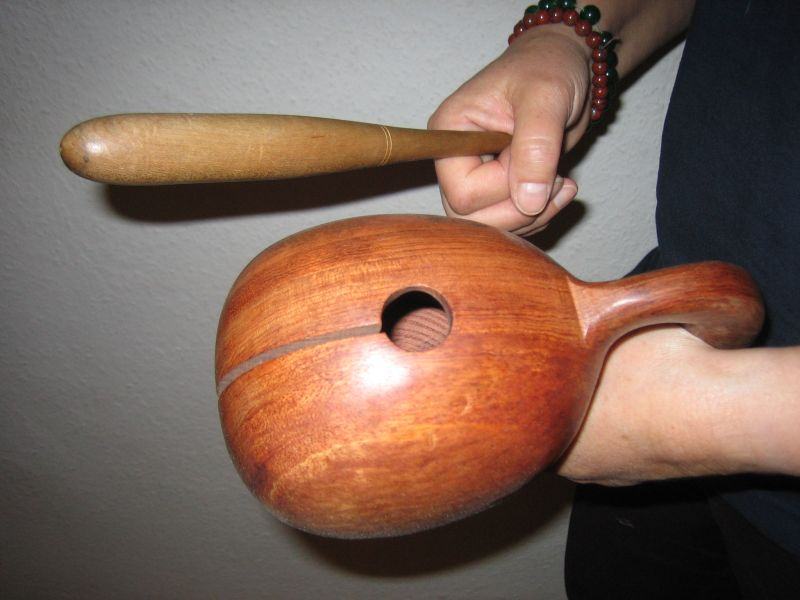
Peix de fusta coreà, anomenat moktak

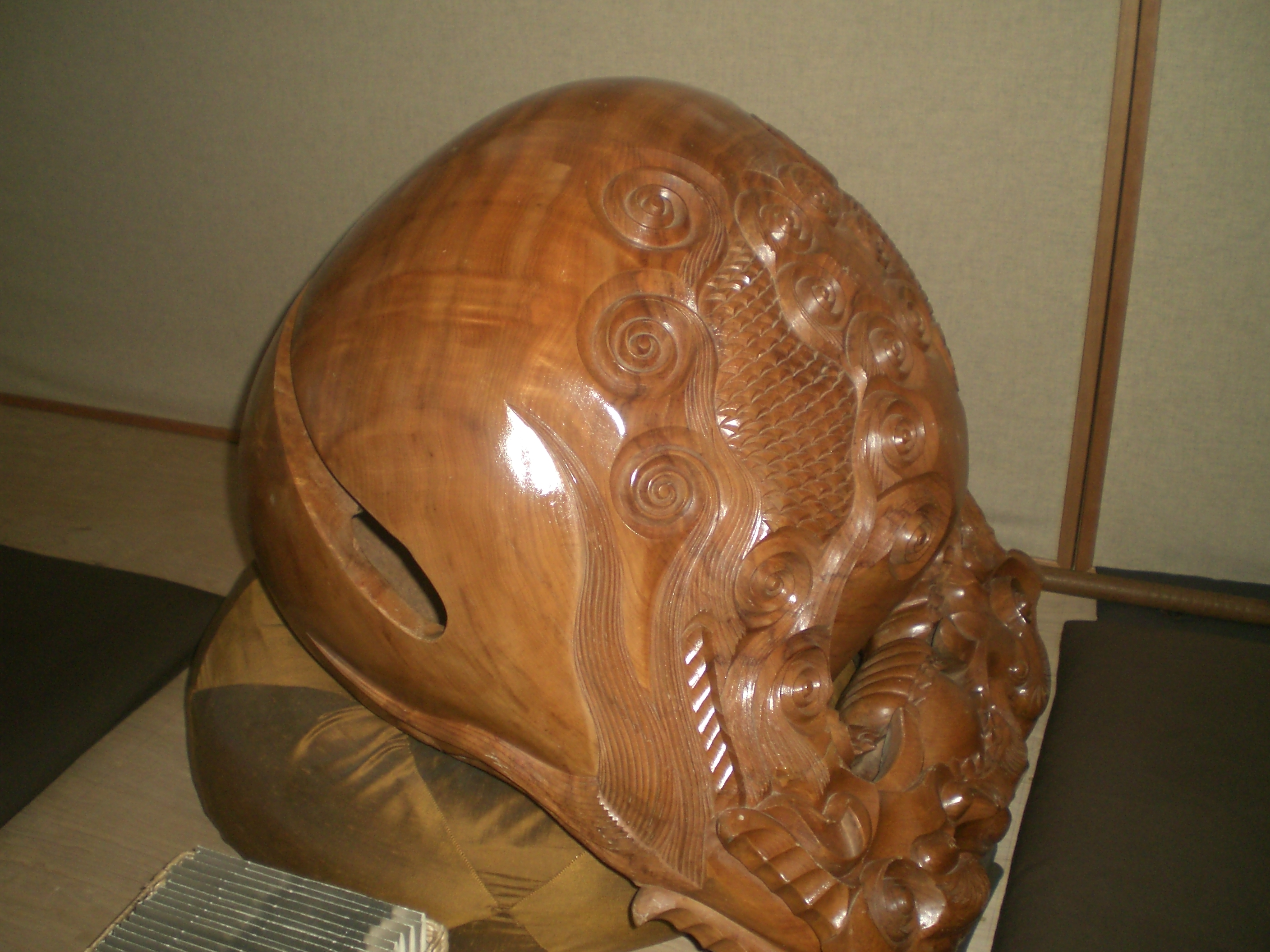
Complicats relleus en aquest gran Mokugyo.

El mokugyo, conegut també com a peix de fusta (xinés: 木魚, pinyin: mùyú), (japonès: mokugyo), (coreà: moktak), (vietnamita: mõ), és un instrument de fusta de la família de la percussió, idiòfon percudit o de colp semblant a la caixa xinesa.
El mokugyo és usat pels monjos i laics en la tradició budista mahayana. Normalment es fa servir durant els rituals en la recitació de sutres, mantres o altres texts budistes a la Xina, el Japó, Corea i altres països asiàtics. En algunes tradicions budistes zen aquest instrument serveix com a senyal de començament i final de les sessions de meditació, també serveix per cantar el nom d'Amitabha. El taoisme l'ha afegit també als seus rituals.

## Tipus de mokugyo
Hi ha dos tipus de mokugyo:
el primer és un instrument de fusta de forma rodona amb relleus. En el budisme, el peix que no dorm mai, simbolitza el desvetllament i recorda als monjos de concentrar-se en el seu sutra.
Un altre tipus de mokugyo és literalment un peix de fusta i sol estar penjat a l'entrada del menjador dels monestirs budistes i quan fan els àpats els monjos l'usen per a senyalar que és l'hora de menjar.

## Història
Hi ha moltes llegendes que conten l'origen del mokugyo, la majoria són d'origen xinés.
Conta una llegenda que un monjo budista xinès anava cap a l'Índia per a obtenir sutres i en aquest viatge es trobà amb el camí tallat per un riu desbordat en un lloc on no hi havia ni barques ni pont.
De sobte, un gran peix saltà de l'aigua i s'oferí per a ajudar a creuar al monjo a l'altra banda del riu a la seua esquena. El peix li contà que volia expiar un crim comès quan era humà i li demanà a canvi només que quan el monjo obtinguera els sutres, preguntara a Buda per a guiar el peix per arribar a ser un bodhisattva o el camí de la il·luminació.
El monjo estigué d'acord amb la demanda del peix i continuà la seua recerca dels sutres durant disset anys, després d'aconseguir les escriptures, tornà a la Xina pel mateix camí, tornà a passar pel riu i trobà que estava desbordat de nou. El monjo estava preocupat per com travessar el riu, el peix tornà a ajudar-lo i li preguntà si havia fet la pregunta a Buda. El monjo se n'havia oblidat. El peix es posà furiós i esquitxà al monjo fent-lo caure al riu. Un pescador que passava per allí el salvà de morir ofegat però desgraciadament les escriptures amb els sutres es feren malbé amb l'aigua.
El monjo tornà cap a casa, ple de ràbia, la seua feina de disset anys havia estat malbaratada. Així que construí una figura de fusta amb la forma d'un cap de peix i quan se'n recordava de la seua adversitat, colpejava amb força el cap de peix amb un martell de fusta. Per a la seua sorpresa, cada volta que colpejava el peix de fusta, el peix obria la boca i vomitava un caràcter xinés o hànzì. Es posà tan content que cada volta que podia colpejava el peix i pocs anys després ja havia recuperat els sutres perduts al riu.

## Ús en l'orquestra xinesa
Quan es troba en l'orquestra xinesa, el mokugyo sol anar en grup de cinc però no hi ha una norma fixa, sovint es fa servir per a donar un sentit solemne i religiós a una peça musical, però també acompanya peces ràpides i vives.